# Daniel Palencia
Daniel Jesús Palencia (San Carlos, Venezuela, 5 de febrero de 2000), más conocido como Daniel Palencia, es un jugador profesional venezolano de béisbol que se desempeña en la posición de lanzador en Chicago Cubs, equipo de las Grandes Ligas de Béisbol (MLB).

## Carrera
En 2023, Palencia hizo su debut en la MLB con el equipo Chicago Cubs, donde lleva jugando dos temporadas.